# Chut! magazine
 (décembre 2021).
La mise en forme du texte ne suit pas les recommandations de Wikipédia : il faut le « wikifier ».
Les points d'amélioration suivants sont les cas les plus fréquents :
- Les titres sont pré-formatés par le logiciel. Ils ne sont ni en capitales, ni en gras.
- Le texte ne doit pas être écrit en capitales (les noms de famille non plus), ni en gras, ni en italique, ni en « petit »…
- Le gras n'est utilisé que pour surligner le titre de l'article dans l'introduction, une seule fois.
- L'italique est rarement utilisé : mots en langue étrangère, titres d'œuvres, noms de bateaux, etc.
- Les citations ne sont pas en italique mais en corps de texte normal. Elles sont entourées par des guillemets français : « et ».
- Les listes à puces sont à éviter, des paragraphes rédigés étant largement préférés. Les tableaux sont à réserver à la présentation de données structurées (résultats, etc.).
- Les appels de note de bas de page (petits chiffres en exposant, introduits par l'outil «  Source ») sont à placer entre la fin de phrase et le point final[comme ça].
- Les liens internes (vers d'autres articles de Wikipédia) sont à choisir avec parcimonie. Créez des liens vers des articles approfondissant le sujet. Les termes génériques sans rapport avec le sujet sont à éviter, ainsi que les répétitions de liens vers un même terme.
- Les liens externes sont à placer uniquement dans une section « Liens externes », à la fin de l'article. Ces liens sont à choisir avec parcimonie suivant les règles définies. Si un lien sert de source à l'article, son insertion dans le texte est à faire par les notes de bas de page.
- La présentation des références doit suivre les conventions bibliographiques. Il est recommandé d'utiliser les modèles {{Ouvrage}}, {{Chapitre}}, {{Article}}, {{Lien web}} et/ou {{Bibliographie}}. Le mode d'édition visuel peut mettre en forme automatiquement les références.
- Insérer une infobox (cadre d'informations à droite) n'est pas obligatoire pour parachever la mise en page.

Pour une aide détaillée, merci de consulter Aide:Wikification.
Si vous pensez que ces points ont été résolus, vous pouvez retirer ce bandeau et améliorer la mise en forme d'un autre article.
Pour les articles homonymes, voir Chut ! (homonymie).
 (décembre 2021).
L'article doit être relu — et modifié si nécessaire — par des contributeurs indépendants pour apporter un regard critique aux contributions effectuées en violation des conditions d'utilisation de Wikipédia, tant sur la forme (notamment concernant le style encyclopédique, la proportionnalité) que sur le fond (la neutralité de point de vue, la qualité et l'indépendance des sources).
Chut! est un magazine de société trimestriel français et indépendant, consacré à l’observation de la transformation numérique de la société. Disponible aussi au format web, le magazine parle du monde numérique et de la façon dont il révolutionne le quotidien.

## Histoire
Après avoir cofondé le site chut.media en 2018, Aurore Bisicchia et Sophie Comte décident de lancer un magazine papier trimestriel dont le premier numéro, « La femme est l’avenir de la tech » est édité en novembre 2019, après avoir bénéficié du programme Mediastart. Le magazine est lauréat du prix Femmes et numérique du groupe La Poste et du prix du jury et du public de l’édition 2019 de Médias en Seine, à la suite de quoi la rédaction rejoint les locaux parisiens de la résidence Creatis. 
La ligne éditoriale est double : observer de façon critique et multidimensionnelle l’impact des nouvelles technologies sur la société et mettre en valeur la parole des femmes qui travaillent dans le secteur numérique. Sylvie Lecherbonnier a été rédactrice en chef des sept premiers numéros, avant de rejoindre la rédaction de Le Monde, et d’être remplacée par Aurore Bisicchia à ce poste. 
Graphiquement, le magazine se rapproche d’un objet-livre, par la qualité du papier offset et la volonté de proposer « une expérience visuelle forte ». La direction artistique du magazine est assurée par Stéphanie Violo, (alias chili drop.). Imprimés en Bretagne, les exemplaires sont disponibles en kiosques et en librairies au prix de 14 euros.

## Numéros parus
1. La femme est l’avenir de la tech
2. La condition urbaine
3. Va, vis et apprends
4. L’odyssée écologique
5. Liberté. Egalité. Santé !
6. Avec ou sans contact
7. Lost in election
8. Cinq clics et légumes par jour

## Structure
Chut! est reconnu organisme de presse par la commission paritaire des publications et des agences de presse (CPPAP) avec l’agrément 39bisA au numéro 1121 Z 94113. 
Chut! est un média indépendant, sans actionnaires, développé sur fonds propres. Le directeur du développement est Matteo Bisicchia. Le magazine a fait le choix d’un modèle économique diversifié reposant sur les abonnements, la vente en kiosques, en librairie et sur une boutique en ligne, des collectes via des campagnes de financement participatif et le développement de contenus éditoriaux, de podcasts et d’évènements en partenariat avec des entreprises. 

## Chut! Radio
Pour en accroître l’accessibilité, des versions sonores des articles et des fictions publiés dans le magazine sont disponibles sur le site chut.media et les plateformes de streaming de podcasts. Depuis 2021, Chut! a élargi sa ligne éditoriale à de nouveaux formats en créant Chut! Radio pour héberger ses podcasts. « La puce à l’oreille », mis en mot par la journaliste Nolwenn Mauguen, est un podcast qui « démystifie les concepts numériques ». Le podcast « Toutes rôles modèles » donne la parole aux femmes qui travaillent dans le numérique, comme la ministre déléguée à l’Égalité femmes hommes, à la Diversité et de l'Égalité des chances, Elisabeth Moreno, ou la professeure d'intelligence artificielle à la Sorbonne, Laurence Devillers.
A l’été 2021, Sophie Comte et Aurore Bisicchia tiennent une chronique dans l’émission « Un monde nouveau », diffusée sur France Inter et animée par Mathilde Serrell et Sonia Chironi. Depuis septembre 2021, elles tiennent une chronique chaque mardi dans l’émission Tech Paf diffusée sur Radio Nova.